# بيرسي بيرين
بيرسي بيرين (26 مايو 1876 - 20 نوفمبر 1945) (بالإنجليزية: Percy Perrin)‏ هو لاعب كريكت بريطاني وبريطاني (وحمل سابقاً جنسية المملكة المتحدة لبريطانيا العظمى وأيرلندا).

## وصلات خارجية
- بيرسي بيرين على موقع إي آس بي آن كريك إنفو (الإنجليزية)